# Ivan Lovrinović
Ivan Lovrinović (Guča Gora, 7. ožujka 1960.) hrvatski je političar, bivši saborski zastupnik i aktualni potpredsjednik stranke Pravo i pravda. 
Nositelj je i izvođač predavanja na kolegijima “Monetarna politika” i „Međunarodni financijski menadžment“ i na više poslijediplomskih specijalističkih i sveučilišnih (doktorskih) studija.

## Politička karijera
Od 14. listopada 2016. zastupnik je u Hrvatskom sabou, kao jedini predstavnik stranke Promijenimo Hrvatsku. Izabran je u drugoj izbornoj jedinici na listi koalicije „Jedina opcija“. 
Dužnosti u Hrvatskom saboru:
- Član Odbora za gospodarstvo (od 11. 11. 2016.)
- Član Odbora za financije i državni proračun (od 17. 10. 2016.)

Prvi mandat saborskog zastupnika obnaša u 8. sazivu Hrvatskoga sabora od 28. 12. 2015. do 14. 10. 2016. Tada je bio izabran na izbornoj listi Mosta nezavisnih lista ispred  Udruge „Promijenimo Hrvatsku“, kao nezavisni dio Mosta.  
Promjene tijekom zastupničkog mandata:
- 10. lipnja 2016. prestao biti članom Mosta nezavisnih lista te je nastavio obnašati zastupničku dužnost kao nezavisni zastupnik
- 7. srpnja 2016. prestao biti nezavisnim zastupnikom te je nastavio obnašati zastupničku dužnost kao član stranke Promijenimo Hrvatsku

Kao oporbeni političar  bio je angažiran u prijedlogu novog Zakona o šumama, Ovršnom zakonu i zakonu o poljoprivredi i poljoprivrednom zemljištu. Posebno je aktivan u promociji suverene monetarne politike.

## Znanstveni i stručni rad
Do sada je objavio samostalno ili u koautorstvu desetke znanstvenih i stručnih radova te pet znanstvenih knjiga. Za koautorstvo knjige „Monetarna politika“ nagrađen je posebnom nagradom „Mijo Mirković“ za najbolji objavljeni rad u 2001. godini od strane Ekonomskog fakulteta – Zagreb. Aktivno je sudjelovao na domaćim i međunarodnim znanstvenim i stručnim skupovima. U srpnju 2005. godine boravio je na znanstveno-stručnom usavršavanju na Harvard Business School u Bostonu. Također je boravio na usavršavanju u okviru Salzburg seminara tijekom 2001. godine. Bio je glavni urednik časopisa "Zagreb International Review of Economics and Business".

## Akademske i stručne dužnosti
Obnašao je funkciju dekana Ekonomskog fakulteta – Zagreb u razdoblju od 2002. do 2006. godine. U tom razdoblju bio je član Senata Sveučilišta u Zagrebu.